# Ectinosoma melaniceps
Ectinosoma melaniceps är en kräftdjursart som beskrevs av Boeck 1865. Ectinosoma melaniceps ingår i släktet Ectinosoma och familjen Ectinosomatidae. Arten är reproducerande i Sverige. Inga underarter finns listade i Catalogue of Life.